# Yassine El Ghanassy
Yassine El Ghanassy (ur. 12 lipca 1990 w La Louvière) – belgijski piłkarz pochodzenia marokańskiego występujący na pozycji pomocnika.

## Kariera klubowa
El Ghanassy urodził się w Belgii w rodzinie pochodzenia marokańskiego. Treningi rozpoczął w 1995 roku w klubie CS Fayt-Manage, a w 1998 roku trafił do juniorów zespołu RAA Louviéroise. W 2008 roku został włączony do jego pierwszej drużyny, grającej w Derde klasse (III liga).
Latem 2008 roku podpisał kontrakt z ekipą KAA Gent z Eerste klasse. W tych rozgrywkach zadebiutował 8 listopada 2008 roku w zremisowanym 1:1 pojedynku z FCV Dender. W 2010 roku zdobył z klubem Puchar Belgii, a także wywalczył z nim wicemistrzostwo Belgii. 22 sierpnia tego samego roku w wygranym 3:1 spotkaniu z RSC Charleroi strzelił pierwszego gola w Eerste klasse.
W 2012 roku był wypożyczony do West Bromwich Albion, a w 2013 roku do SC Heerenveen. W 2014 roku wypożyczono go do Al-Ain FC. W 2015 przeszedł do Stabæk Fotball, a w 2016 do KV Oostende. Następnie grał w FC Nantes, Al-Raed FC i Újpest FC.

## Kariera reprezentacyjna
El Ghanassy jest byłym reprezentantem Belgii U-20. W pierwszej reprezentacji Belgii zadebiutował 9 lutego 2011 roku w zremisowanym 1:1 towarzyskim meczu z Finlandią.